# Knape
Knape – wieś w Słowenii, w gminie Škofja Loka. W 2018 roku liczyła 79 mieszkańców.